# هاري هاو
هاري هاو هو قاضي وسياسي كندي، ولد في 29 سبتمبر 1919 في Granville Ferry ‏ في كندا، وتوفي في 1 فبراير 2001 في كنتفيل ‏ في كندا. نشط حزبياً في جمعية المحافظين التقدمية لنوفا سكوشا.                                                                                                                                                                